# Huguang

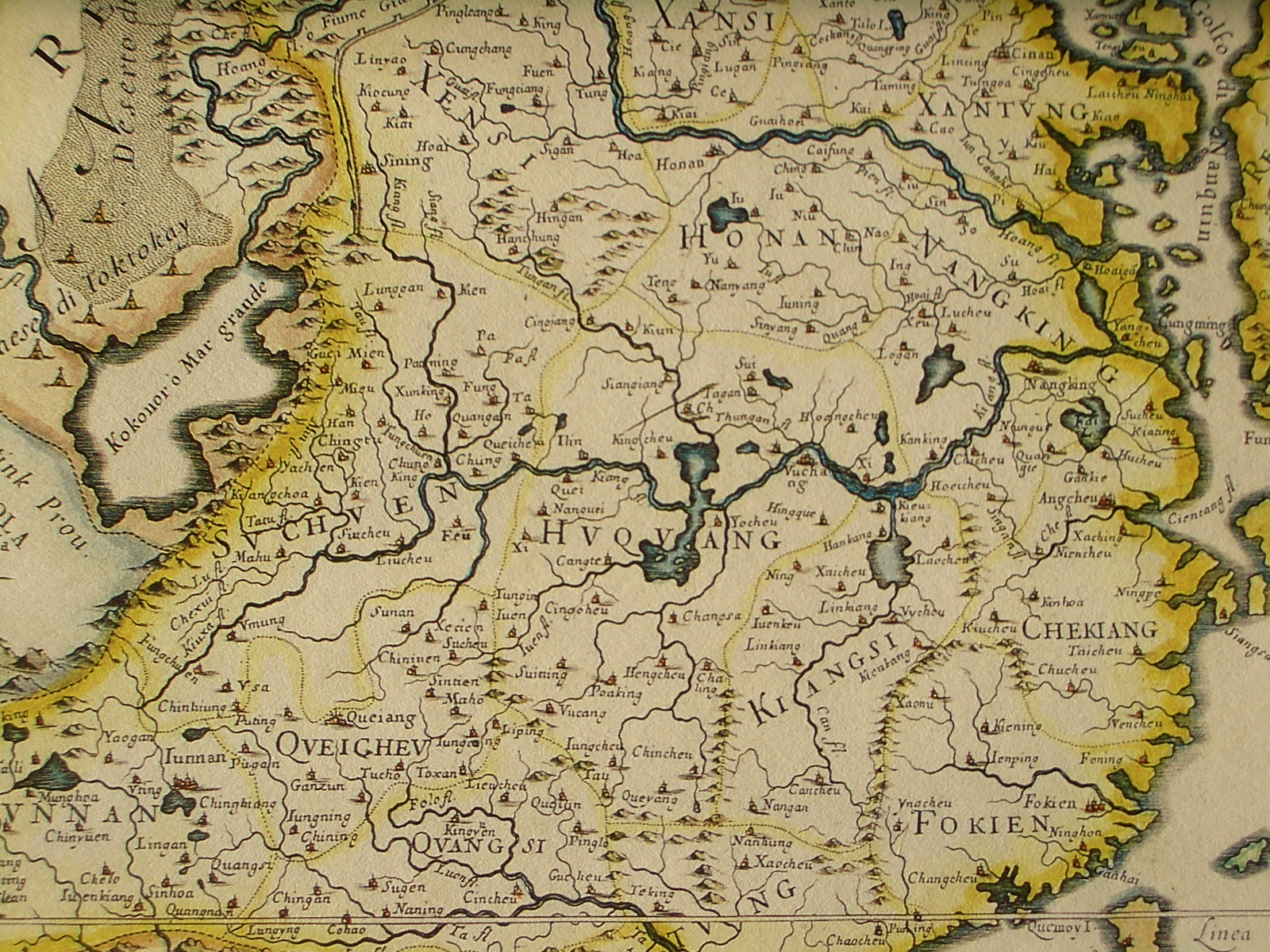
Carte italienne de Giacomo Cantelli, en 1682 (réimpression de 1689) présentant le Huguang (inscrit Hvqvang) sur la Chine centrale

La province du Huguang (chinois simplifié : 湖广省 ; chinois traditionnel : 湖廣省 ; pinyin : húguǎng shěng ; litt. « Province du vaste lac ») est une ancienne province de Chine qui englobait au nord le Hunan et une partie du Hubei, avant leur séparation en 1664, et jusqu'à l'île de Hainan au sud. 

## Dynastie Yuan

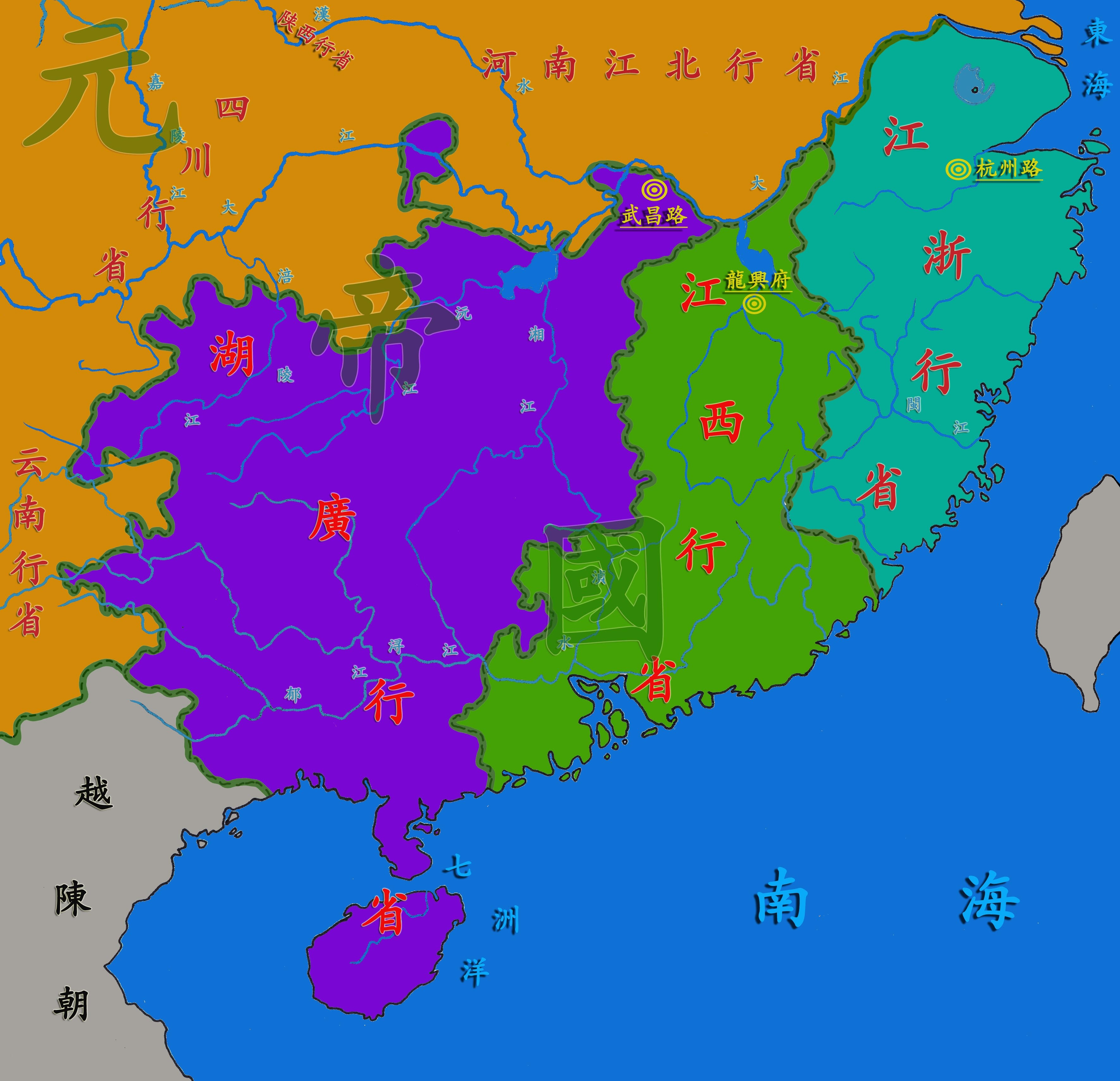
Carte du Huguang sous les Yuan et les Ming (en violet)

Créée par le pouvoir mongol après la soumission de l'empire Song (1276), la province de Huguang était extrêmement vaste, allant du sud de Chongqing à l'actuel Vietnam. Avec Wuhan comme siège de son gouvernement, cette province comprenait le sud-est du Hubei, le Hunan, le Guangxi, la plus grande partie du Guangxi, le sud-est du Guangdong et l'île de Hainan.
Selon Pauthier cette province (shěng, 省) comprenait : 30  lù (“route”, 路), 3 fǔ (grande préfecture, 府), 13 zhōu (préfecture, 州), 15 Directions de pacification et 3 Campements militaires (jūn, 军). En dépendaient:: 3 fǔ, 17 zhōu, 150 hien et une Inspection générale des peuples étrangers (Kouan fan min thoung fan). 

Dont, du sud vers le nord : 
Liánzhōu lù (廉州路) - Qīnzhōu lù (钦州路) - Nánníng lù (南宁路) -  Wúzhōu lù (梧州路) - Jìngjiāng lù (静江路, actuellement Linguixian) -  Dàozhōu lù (道州路) -  Yǒngzhōu lù (永州路) -  Chángníng zhōu (常宁州) -  Jìngzhōu lù (靖州路) -  Chálíng zhōu (茶陵州) - Guìzhōu (贵州) - Héngzhōu lù (衡州路) - Bǎoqìng lù (宝庆路, Shaoyang) - Yuánzhōu lù (沅州路, Zhijiang) - Chángdé lù (常德路) - Lǐzhōu lù (澧州路).
D'autres subdivisions administratives sont mentionnées dans les Annales mongoles.